# Acalypha confertiflora
Acalypha confertiflora é uma espécie de flor do gênero Acalypha, pertencente à família Euphorbiaceae.